# Мусемич, Вахидин
Вахидин Мусемич (29 октября 1946, Яня около Биелины, СР Босния и Герцеговина, СФРЮ — 30 июня 2023) — югославский футболист, нападающий.
Вахидин Мусемич стал легендой клуба «Сараево», Мусемич один из ведущих игроков югославской сборной 1970-х. От болельщиков Мусемич получил прозвище Orao (Орёл) за превосходную игру нападающего в воздухе. Закончил карьеру Мусемич во французской «Ницце».